# パウル・ブライトナー
パウル・ブライトナー（Paul Breitner、1951年9月5日 - ）は、ドイツ（旧西ドイツ）・コルベルモール出身の元サッカー選手。元西ドイツ代表。ポジションはミッドフィールダー、またはディフェンダー。
1981年度バロンドールの投票ではカール＝ハインツ・ルンメニゲに次いで2位に選ばれた。

## 経歴

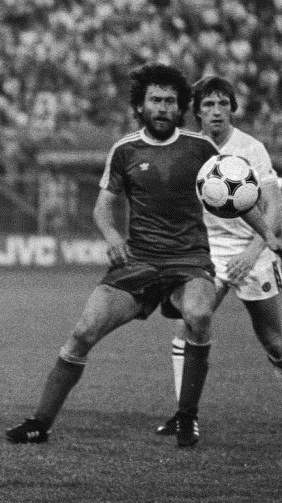
現役時代（1982年）

主に左サイドバックを担当。所属クラブや西ドイツ代表では若い頃から中心選手として活躍していた。1974年の1974 FIFAワールドカップでは1次リーグのチリ戦、2次リーグのユーゴスラビア戦でそれぞれ1ゴール、決勝では0-1とオランダにリードされた場面で得たPKを決め、チームは優勝を果たした。1975年10月のギリシャ戦を最後に個人的な理由から代表を退いていたが、1981年4月オーストリア戦で約8年振りに代表複帰、1982年のスペインW杯直前に西ドイツ代表に復帰すると、主将としてチームを決勝まで導いた。決勝のイタリア戦で1ゴールを挙げたが、1-3と敗れた。
また、出場した2つの異なるワールドカップ決勝でゴールを決めている数少ない選手であり、これを達成した選手はブライトナーを除いてババ、ペレ、ジネディーヌ・ジダン、キリアン・エムバペの4選手しかいない。
天然パーマに髭を生やした厳つい風貌、天邪鬼な性格、政治に強い関心を持ち「愛読書は毛沢東語録」と公言する異端さで知られた。
2007年よりFCバイエルン・ミュンヘンの主に選手移籍などを担当する顧問として活躍している。

## タイトル

### クラブ
バイエルン・ミュンヘン
- ブンデスリーガ: 1971-72, 1972-73, 1973-74, 1979-80, 1980-81
- DFBポカール: 1970-71, 1981-82

レアル・マドリード
- ラ・リーガ: 1974-75, 1975-76
- コパ・デル・レイ: 1974-75

### 代表
西ドイツ
- UEFA欧州選手権: 1972
- FIFAワールドカップ: 1974